# Cmentarz prawosławny w Sosnowicy
Cmentarz prawosławny w Sosnowicy – zabytkowy prawosławny cmentarz w Sosnowicy. Pierwotnie była to nekropolia parafialna działająca przy miejscowej cerkwi. Aktualnie (XXI w.) cmentarzem opiekuje się parafia Podwyższenia Krzyża Pańskiego w Horostycie, której filią jest od 2003 sosnowicka cerkiew.
Cmentarz znajduje się w odległości ok. 150 m na południe od cerkwi, w sąsiedztwie pól uprawnych. Został założony jeszcze w okresie przynależności cerkwi sosnowickiej do parafii unickiej, w I poł. XIX w., jednak najstarsze zachowane na nim nagrobki pochodzą już z okresu prawosławnego, po likwidacji unickiej diecezji chełmskiej w 1875. Oprócz nagrobków prawosławnych na cmentarzu znajdują się trzy bezwyznaniowe groby działaczy Komunistycznej Partii Zachodniej Ukrainy, którzy zginęli w latach 1941 i 1942 z rąk okupantów hitlerowskich. Nekropolia jest nadal czynna (ostatnie pogrzeby w 2004), na początku XXI w. została także wysprzątana, a w 2016 oczyszczona z zarośli.